# 4105 Tsia
4105 Tsia è un asteroide della fascia principale. Scoperto nel 1989, presenta un'orbita caratterizzata da un semiasse maggiore pari a 2,7008950 UA e da un'eccentricità di 0,1949211, inclinata di 6,35614° rispetto all'eclittica.